# The Dream Girl
The Dream Girl er en amerikansk stumfilm fra 1916 af Cecil B. DeMille.

## Medvirkende
- Mae Murray som Meg Dugan.
- Theodore Roberts som Jim Dugan.
- Earle Foxe som Tom Merton.
- James Neill som Benjamin Merton.
- Charles West som Hal.